# Кюнсаарі
Кюнса́рі (рос. Кюнсари, (фін. Kyynsaari) — невеликий острів у Ладозькому озері. Належить до групи Західних Ладозьких шхер. Територіально належить до Лахденпохського району Карелії, Росія.
Довжина 0,7 км, ширина 0,4 км.
Острів розташований біля східного узбережжя острова Кярпясенсарі. Витягнутий із заходу на схід. Весь вкритий лісами.